# Peloropeodes discolor
Peloropeodes discolor är en tvåvingeart som beskrevs av Robinson 1964. Peloropeodes discolor ingår i släktet Peloropeodes och familjen styltflugor.
Artens utbredningsområde är North Carolina. Inga underarter finns listade i Catalogue of Life.